# Favorite Record

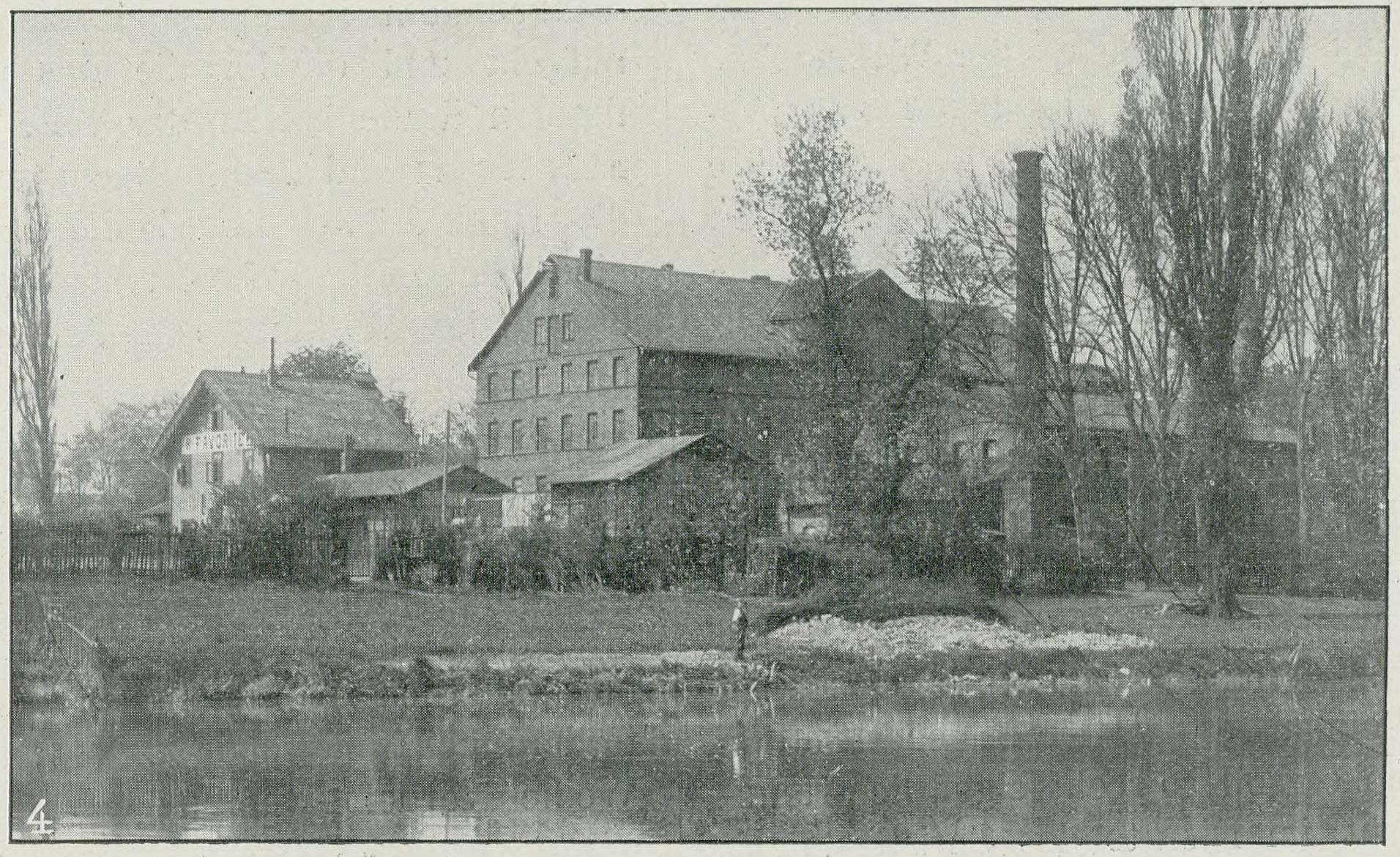
1908: Blick über die Ufer der Leine zur Schallplattenfabrik Leinaustraße 27a, heute am Almstadtweg

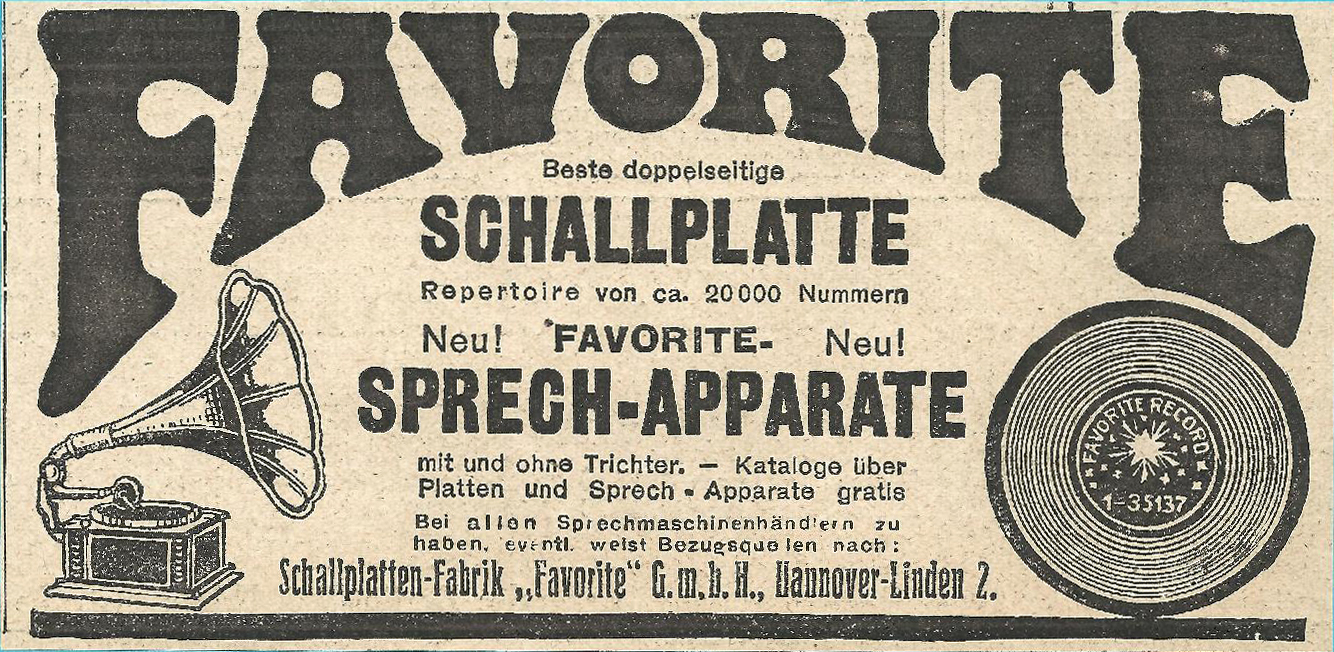
Annonce mit Verweis auf 20000 Musiktitel und den neuen Favorite-Sprechapparat, um 1905

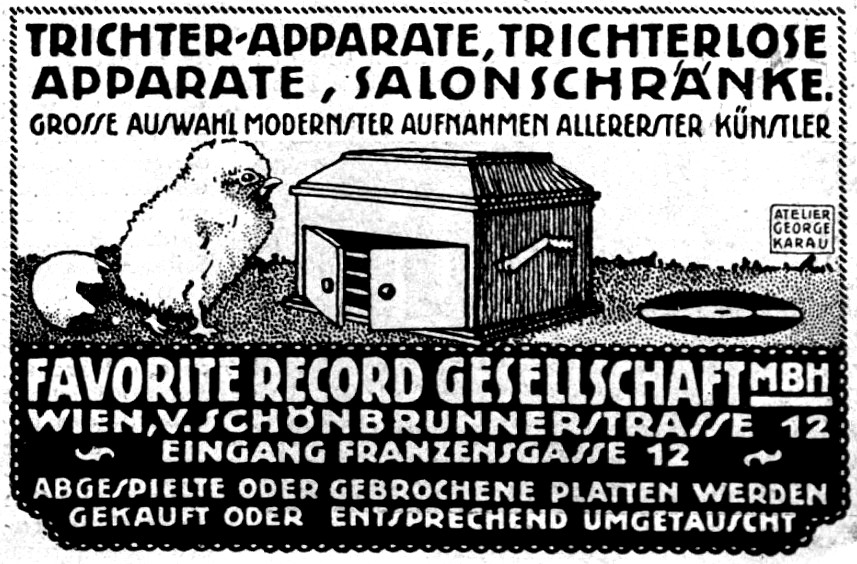
„Frisch aus dem Ei geschlüpft“: Im Atelier von George Karau entworfene Anzeige für die Wiener Zweigstelle in der Schönbrunnerstraße 12, Eingang Franzenstraße

Favorite Record (auch Favorite-Records) war eine Schallplattenfabrik.

## Geschichte
In Linden (Hannover) gründeten 1904 der Ingenieur Otto Multhaupt (* 5. Februar 1871) und der Berliner Fabrikant Fritz Kindermann die Favorite GmbH. In Wien wurde eine Niederlassung gegründet. 1912 wurde das Unternehmen in die Favorite Record AG umgewandelt und im Folgejahr von Carl Lindströms Konzern übernommen.